# Mons (Charente Marittima)
Mons è un comune francese di 471 abitanti situato nel dipartimento della Charente Marittima nella regione della Nuova Aquitania.

## Società

### Evoluzione demografica
Abitanti censiti